# Limnophila barteri
Limnophila barteri là một loài thực vật có hoa trong họ Mã đề. Loài này được Skan mô tả khoa học đầu tiên năm 1906.